# Sân bay Santa Barbara
Sân bay Santa Barbara (mã sân bay IATA: SBA, mã sân bay ICAO: KSBA, mã sân bay FAA LID: SBA), còn được gọi là sân bay thành phố Santa Barbara, là một sân bay công cộng nằm 7 dặm (11 km) phía tây của trung tâm thành phố Santa Barbara, California, Hoa Kỳ.
Sân bay này là tiếp giáp với Đại học California, Santa Barbara và thành phố Goleta. Tuy nhiên, đất sân bay nằm trên đã được sáp nhập vào thành phố Santa Barbara với hành lang dài 7 dặm (11 km), rộng 300 foot (90 m) rộng hành lang, hầu hết trong số đó nằm dưới mức nước Thái Bình Dương. Sáp nhập này một số tiền nhỏ. Phần lớn của sân bay có cao độ là từ 10 đến 15 foot trên mực nước biển, và nó được bao bọc bởi các khu vực đất ngập nước được biết đến như Slough Goleta.
Năm hãng hàng không phục vụ sân bay, tại thời điểm tháng 6 năm 2011 với hơn 30 chuyến khởi hành hàng ngày để thành phố của Mỹ. Trong năm 2006, hơn 850.000 lượt hành khách sử dụng sân bay. Nó cũng là một sân bay đào tạo phổ biến. Sân bay này là nhà của ba trường đào tạo bay.